# 레드스크린

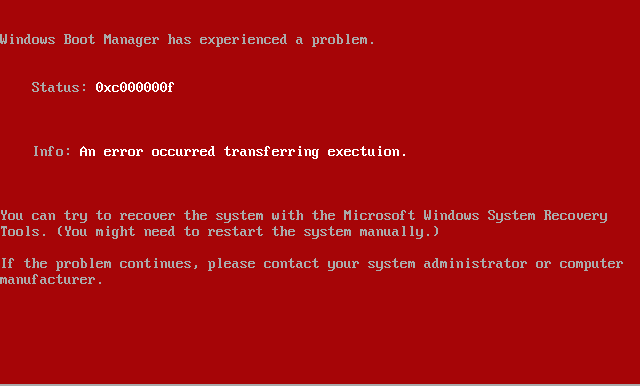
레드스크린

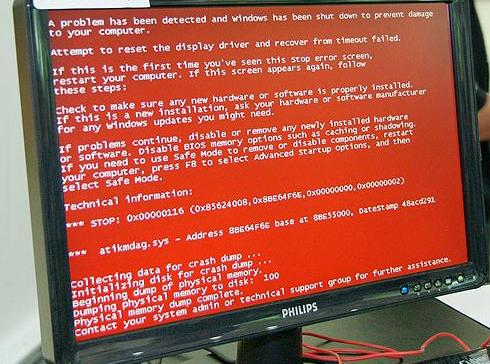
윈도우 비스타의 레드스크린(합성)

고속도로 교통안내 전광판에 나타난 레드스크린

레드스크린(영어: red screen of death)은 베타 버전의 Windows Vista나 초기 버전의 Windows 98 또는, 플레이스테이션 2 다음 Windows 10와 같이 Windows 11에서 일부 비디오 게임기에서 나타나는 오류 메시지이다. 보조기억장치나 램 등이 손상되거나 오류가 생겨서 컴퓨터를 못 쓰게 되는 상황이 오면 나온다는 점은 블루스크린과 비슷하다. 레드스크린이 나오면 하드웨어가 80%이상 손상되어서 나타났다고 하는데 이는 거짓이며 하드웨어가 손상되면 부팅을 시도해도 아예 화면이 나오지 않는 없는 일명 무한 절전 모드가 되어 버린다. 그리고 초창기 기본 시스템 배경이 붉은색으로 설정된 OS에서도 해당 화면이 나타난다. 또 윈도우 9x에서는 블루스크린의 색을 바꾸면 나타난다. 하지만 블루스크린보다 더 심각하다고도 할 수 없다. 블루스크린처럼 오류를 나타내는 것이기 때문이다. (비스타 이후부터는 재부팅을 해도 해결되지 않는다.)

## 같이 보기
- 블루스크린
- 퍼플스크린
- 블랙스크린
- 죽음의 화면